# Patience (opéra)
Pour les articles homonymes, voir Patience (homonymie).
Personnages
Patience, ou La Promise de Bunthorne est un opéra comique en deux actes avec musique d'Arthur Sullivan et livret de W. S. Gilbert.
L'œuvre est une satire du mouvement esthétique des années 1870 et 80 en Angleterre et, plus largement, des tendances, de la superficialité, de la vanité, de l'hypocrisie et de la prétention. Elle fait également la satire de l'amour romantique, de la simplicité rurale et des fanfaronnades militaires.
Mise en scène pour la première fois à l'Opéra Comique de Londres le 23 avril 1881, Patience s'installe au Savoy Theatre de 1 292 places le 10 octobre 1881 où elle devient la première production théâtrale au monde à être entièrement éclairée à la lumière électrique. À partir de cette date, les opéras comiques de Gilbert et Sullivan sont connus sous le nom de Savoy Operas, et les fans et les interprètes de Gilbert et Sullivan connus sous le nom de « Savoyards ». Patience est la sixième des quatorze collaborations lyriques de Gilbert et Sullivan. Elle est jouée lors de 578 représentations, soit sept de plus que pour l'œuvre antérieure des auteurs, H.M.S. Pinafore, et la deuxième plus longue production de toutes les œuvres de théâtre musical de cette époque, après l'opérette Les Cloches de Corneville.

## Contexte

### Le mouvement esthétique

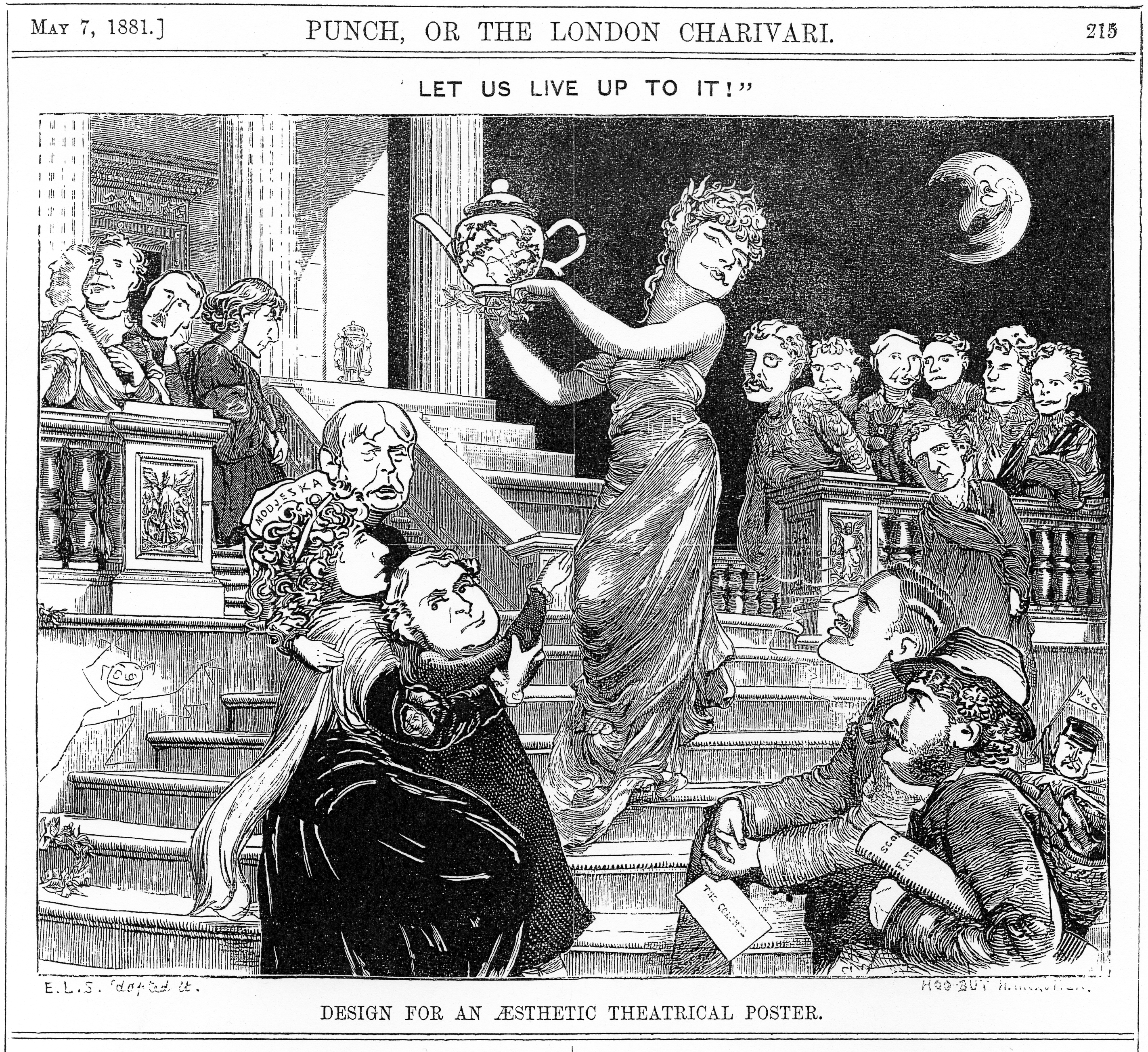
De nombreuses caricatures du magazine Punch satirisent les esthètes. Ici, Patience et The Colonel sont représentés. Un petit Gilbert, agitant un fanion, sort du sac à dos de Sullivan en bas à droite.

L'opéra est une satire du mouvement esthétique anglais, qui place les valeurs esthétiques au-dessus des thèmes moraux ou sociaux dans la littérature, les beaux-arts, les arts décoratifs et le design d'intérieur. Avec pour devise « Art for Art's Sake » (l'Art pour l'Art), le mouvement valorise ses idéaux de beauté au-dessus de toute préoccupation pragmatique. Bien que l'œuvre des poètes, des peintres et des designers soit prolifique, certains soutiennent que l'art, la poésie et la mode du mouvement sont creux et nombrilistes,. Que le mouvement soit si populaire et si facile à ridiculiser contribue à faire de Patience un grand succès. Certaines mises en scène modernes de Patience renouvellent l'objet de la satire : dans les années 1960 le poète esthétique devient un poète hippie, opposé au poète beat.
La pièce The Colonel de F. C. Burnand est elle aussi basée sur des caricatures satiriques, en l'occurrence les caricatures de George du Maurier pour le magazine Punch. D'après les mémoires de Burnand publiées en 1904, l'ami de Sullivan, le compositeur Frederic Clay, aurait divulgué à Burnand l'information selon laquelle Gilbert et Sullivan travaillaient sur un « sujet esthétique » : Burnand se serait alors dépêché de produire The Colonel avant la première de Patience,.

### Inspirations

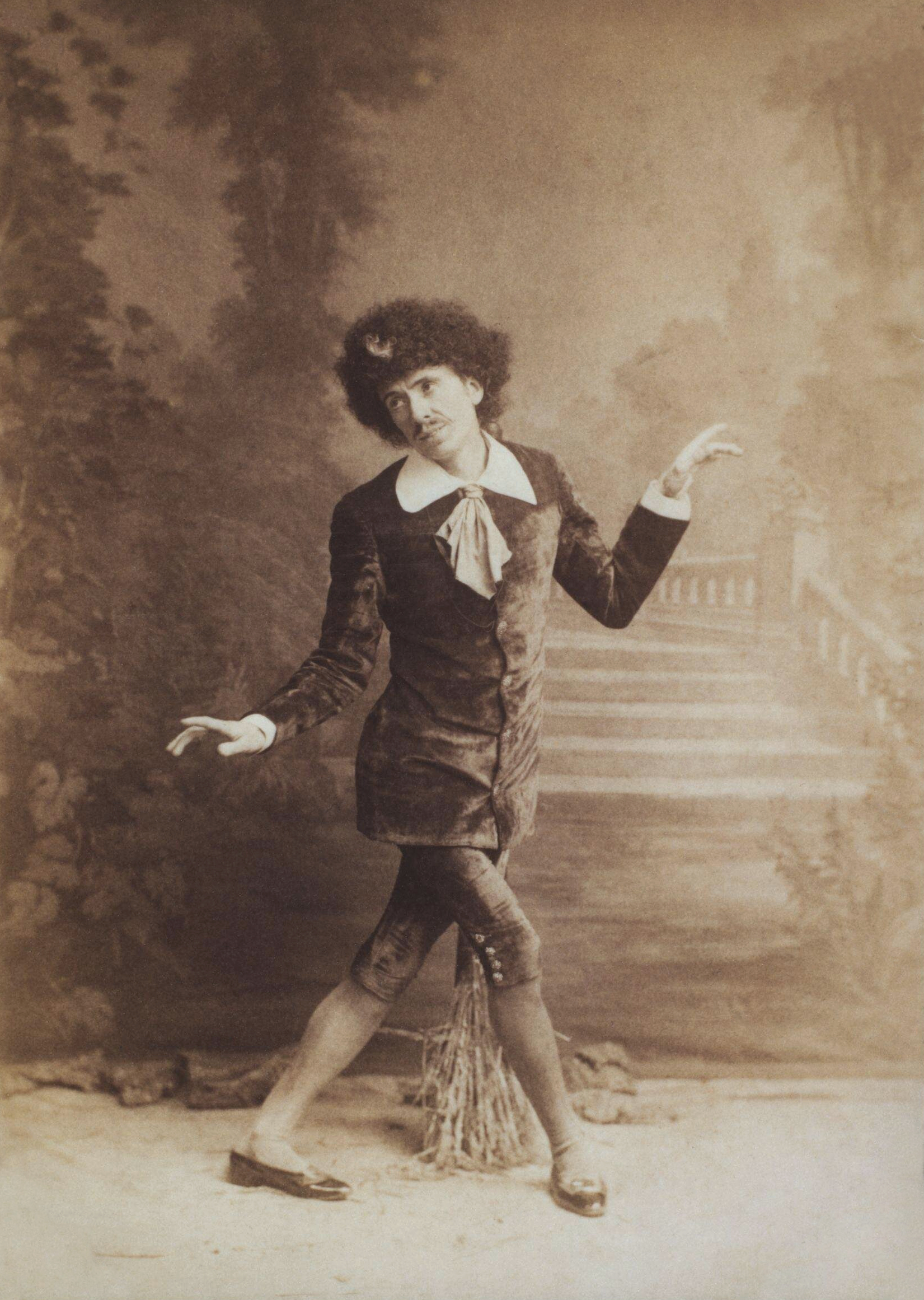
George Grossmith en Bunthorne.

Les deux poètes de l'opéra récitent à haute voix leurs propres vers, principalement devant un chœur de jeunes filles admiratives. Le style de poésie déclamé par Bunthorne contraste fortement avec celui de Grosvenor. Bunthorne déclame une poésie similaire à celle de Swinburne dans sa structure, son style et son utilisation intensive de l'allitération,. La poésie « idyllique » de Grosvenor, plus simple et pastorale, fait écho à celle de Coventry Patmore et William Morris. Le spécialiste de Gilbert, Andrew Crowther, commente : « Bunthorne était la créature du cerveau de Gilbert, pas seulement une caricature d'esthètes particuliers, mais un personnage original à part entière ». Le premier Bunthorne, George Grossmith, adopte la veste en velours de Swinburne, la coiffure et le monocle du peintre James McNeill Whistler, et les hauts-de-chausses d'Oscar Wilde. Selon la biographe de Gilbert, Edith Browne, le personnage éponyme de Patience est inventé et costumé pour ressembler au sujet d'un tableau de Luke Fildes. Patience n'est pas la première satire du mouvement esthétique joué par la compagnie de Richard D'Oyly Carte à l'Opéra Comique : Grossmith lui-même a écrit un sketch en 1876 intitulé Cups and Saucers, œuvre complémentaire de H.M.S. Pinafore (1878), satire de l'engouement pour les faïences blanches et bleues.

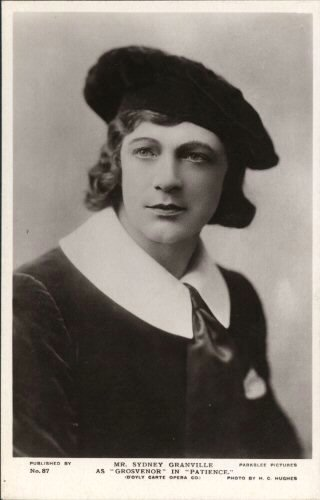
Sydney Granville en Grosvenor.

Une idée fausse populaire veut que le personnage central de Bunthorne, un « poète charnel », soit le double fictif d'Oscar Wilde, mais cette identification est rétrospective. Selon certains spécialistes, Bunthorne s'inspire en partie des poètes Algernon Charles Swinburne et Dante Gabriel Rossetti, considérablement plus célèbres au début de l'année 1881 qu'Oscar Wilde, qui n'a pas encore publié son premier volume de poésie. Rossetti a été attaqué pour immoralité par Robert Buchanan (sous le pseudonyme de « Thomas Maitland ») dans un article intitulé « The Fleshly School of Poetry », publié dans The Contemporary Review en octobre 1871, une décennie avant Patience. Néanmoins, le biographe de Wilde, Richard Ellmann, suggère que Wilde est un modèle partiel à la fois pour Bunthorne et pour son rival Grosvenor. Carte, le producteur de Patience, est également le manager d'Oscar Wilde lorsque sa popularité décolle en 1881. En 1882, lorsque débute la production new-yorkaise de Patience, Gilbert, Sullivan et Carte envoient Wilde en tournée de conférences aux Etats-Unis sur le mouvement esthétique anglais, avec son œillet vert et ses hauts-de-chausses, dans le but d'aider à populariser la tournée américaine de l'opéra,.

### Création
Bien qu’une satire du mouvement esthétique soit aujourd'hui passée de mode, les tendances et le culte des héros sont toujours d'actualité, et « la plume de Gilbert a rarement été plus affûtée que lorsqu'il a inventé Reginald Bunthorne ». Gilbert conçoit à l'origine Patience comme une histoire de rivalité entre deux vicaires et les dames aimantes qui s'occupent d'eux. L'intrigue et même une partie du dialogue sont tirées directement du recueil Bab Ballad de Gilbert et notamment de « The Rival Curates ». Cependant, en écrivant le livret, Gilbert prend note des critiques qu'il a reçues pour sa très légère satire d'un ecclésiastique dans The Sorcerer, et cherche une autre paire possible de rivaux. Certains extraits de Bab Ballad sont utilisés tels quels dans le texte final de Patience. Lady Jane conseille à Bunthorne de dire à Grosvenor : « Votre style est beaucoup trop sanctifié - votre coupe est trop canonique ! ». Plus tard, Grosvenor accepte de changer son style de vie en disant : « Je le fais par contrainte ! », qui sont les mots exacts utilisés par le révérend Hopley Porter dans Bab Ballad.
Gilbert se moque et se joint à la critique de Buchanan de ce que ce dernier appelle les « affectations » poétiques de « l'école charnelle » : leur utilisation de la terminologie archaïque, des rimes archaïques, du refrain, et surtout leur « habitude d'accentuer la dernière syllabe des mots qui, dans le discours ordinaire, sont accentués sur l'avant-dernière ». Tous ces artifices poétiques ou « affectations médiévales », comme les appelle Bunthorne, sont parodiés dans Patience. Par exemple, accentuer la dernière syllabe de « lily » (lys) et la faire rimer avec « die » (mourir) parodie deux de ces artifices à la fois.

### Eclairage électrique
Le 10 octobre 1881, lors de sa première production, Patience est transféré au nouveau Savoy Theatre, premier bâtiment public au monde entièrement éclairé à l'électricité,. Carte explique pourquoi il a choisi la lumière électrique : « Les plus grands inconvénients au plaisir des représentations théâtrales sont, sans aucun doute, l'air vicié et la chaleur qui imprègnent tous les théâtres. Comme chacun sait, chaque brûleur à gaz consomme autant d'oxygène que de nombreuses personnes, et provoque une grande chaleur. Les lampes à incandescence ne consomment pas d'oxygène et ne provoquent aucune chaleur perceptible ». Lorsque le système électrique est prêt à fonctionner pleinement, en décembre 1881, Carte monte sur scène pour démontrer la sécurité de la nouvelle technologie en brisant une ampoule incandescente devant le public.

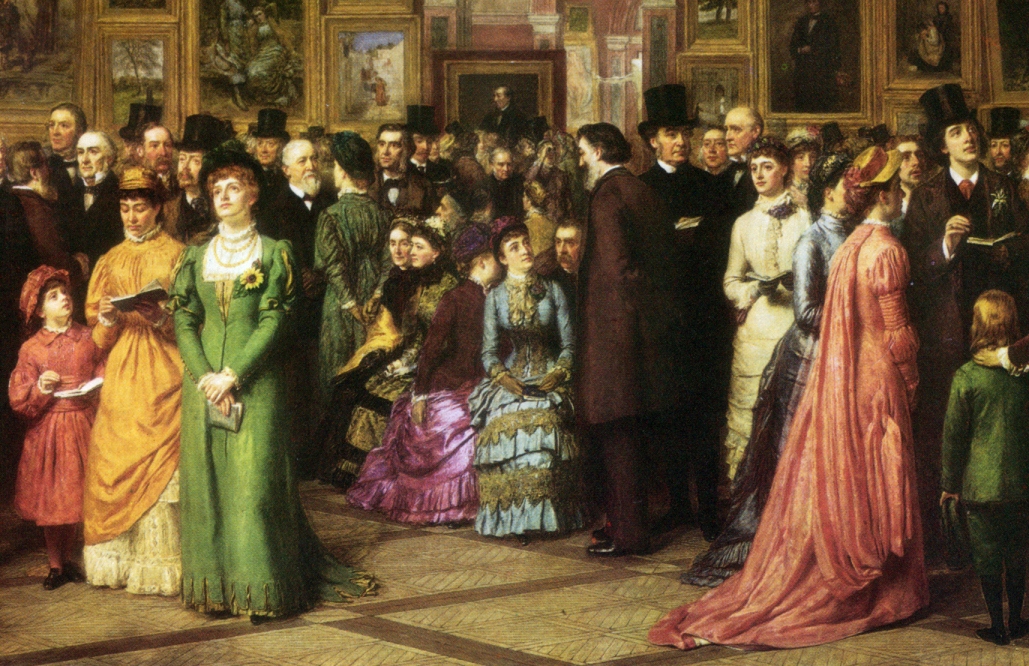
Des tenues esthétiques (à gauche et à droite), qui contrastent avec le style victorien (au centre). Oscar Wilde est présent, au premier plan à droite (1881).

## Personnages
- Colonel Calverley (Officier des Dragoon Guards) (baryton-basse)
- Major Murgatroyd (Officier des Dragoon Guards) (baryton)
- Duc de Dunstable, lieutenant (Officier des Dragoon Guards) (ténor)
- Reginald Bunthorne (un Poète Charnel) (baryton comique)
- Archibald Grosvenor (un Poète Idyllique) (baryton lyrique)
- Avocat de M. Bunthorne (silencieux)
- Dame Angela (Jeune Fille Ravie) (mezzo-soprano)
- Dame Saphir (Jeune Fille Ravie) (mezzo-soprano ou soprano)
- Dame Ella (Jeune Fille Ravie) (soprano)
- Lady Jane (Jeune Fille Ravie) (contralto)
- Patience (une Laitière) (soprano)
- Chœur des Jeunes Filles Ravies et des Officiers des Dragoon Guards

## Résumé

### Acte I

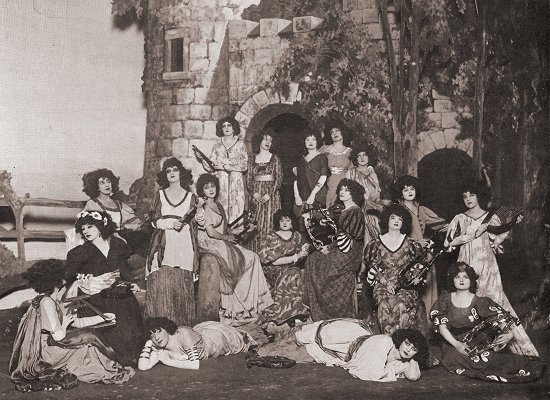
Les Jeunes Filles Ravies attendant Bunthorne.

Devant le Château Bunthorne, un groupe de « jeunes filles en mal d'amour » sont toutes amoureuses du poète esthétique Bunthorne (Twenty lovesick maidens we). Dame Jane, la plus âgée et la plus quelconque d'entre elles, annonce que Bunthorne, loin de leur rendre leur affection, aime la simple laitière Patience. Patience apparaît et avoue qu'elle n'a jamais aimé personne. Elle est reconnaissante que l'amour ne l'a pas rendue aussi lamentable qu'elles (I cannot tell what this love may be). Bientôt, les vieux amoureux des dames, du 35e régiment des Dragoon Guards, apparaissent (The soldiers of our Queen), dirigés par le colonel Calverley (If you Want a Receipt for that Popular Mystery), le major Murgatroyd, et l'ordinaire mais immensément riche lieutenant le duc de Dunstable. Ils arrivent prêts à les demander en mariage, et découvrent qu'elles sont toutes obsédées par Bunthorne, alors en pleine composition poétique, faisant semblant d'ignorer les dames qui se pressent autour de lui (In a doleful train). Bunthorne lit son poème et s'en va, tandis que les officiers sont froidement repoussés et moqués par les dames, qui se détournent à la vue de leurs uniformes rouges et jaunes. Les Dragoons, ébranlés, s'en vont (When I first put this uniform on).
Bunthorne, laissé seul, avoue que son esthétisme est une imposture et qu'en réalité il se moque des prétentions du mouvement (If you're anxious for to shine). Voyant Patience, il révèle que, comme elle, il n'aime pas la poésie. Elle lui dit qu'elle ne peut pas l'aimer. Plus tard, Dame Angela, une des admiratrices de Bunthorne, discute avec Patience du béguin d'enfance de cette dernière (Long years ago). Dame Angela s'extasie sur l'amour, pour elle la seule quête vraiment désintéressé au monde. Impressionnée par son éloquence, Patience promet de tomber amoureuse à la première occasion. Par hasard, Archibald Grosvenor arrive : c'est un autre poète esthétique qui s'avère être l'amour d'enfance de Patience. Il est devenu l'infaillible et aimé de tous « Archibald le Parfait » (Prithee, pretty maiden). Les deux se déclarent amoureux, quand soudain Patience découvre que, puisque Grosvenor est un être parfait, elle ne peut pas l'aimer sans commettre un acte égoïste. Puisqu'il ne s'agit pas du véritable amour, il leur faut se séparer.

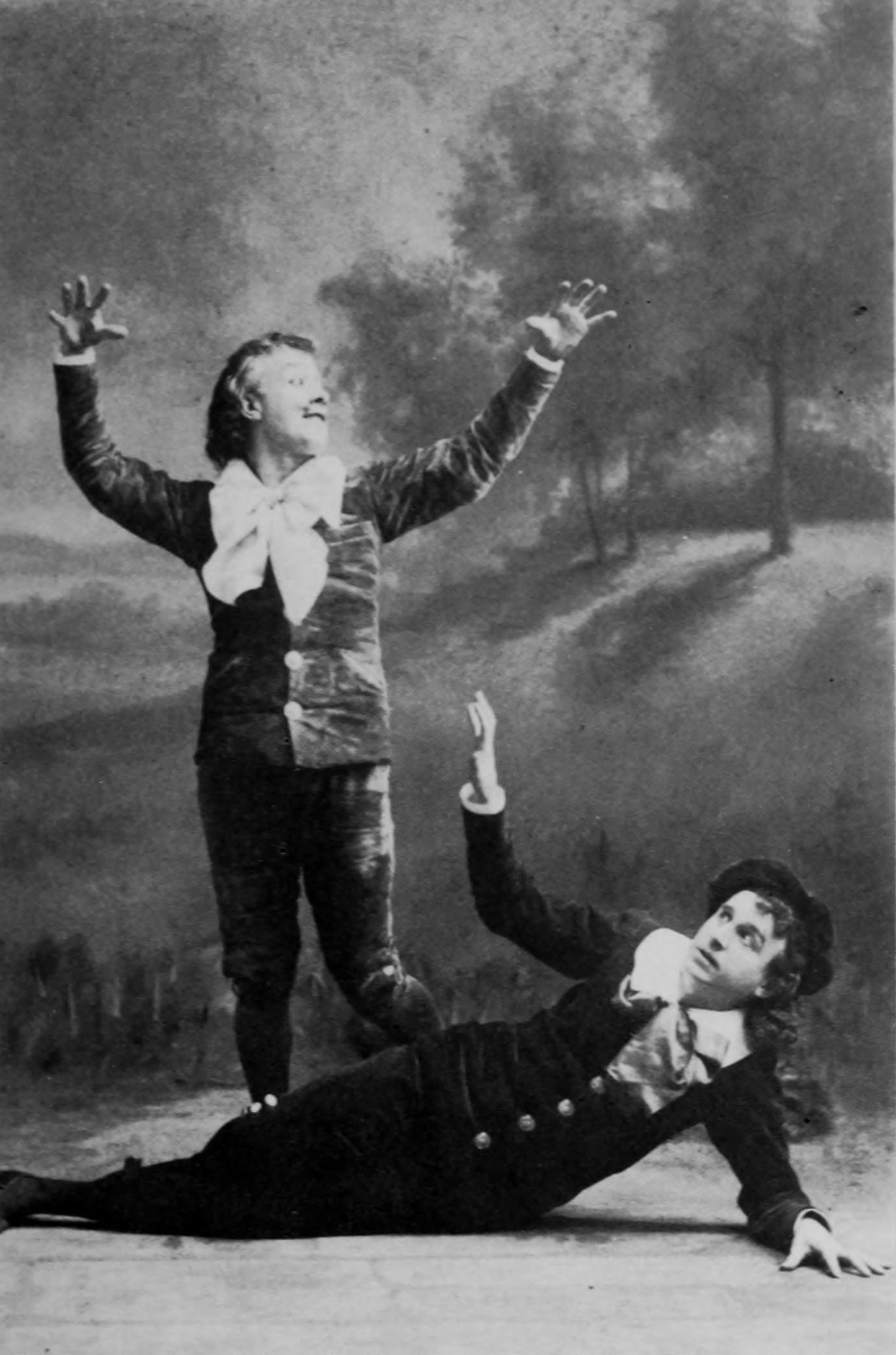
Bunthorne (Passmore) menaçant de malédiction Grosvenor (Lytton).

Bunthorne, le cœur brisé par le rejet de Patience, décide de se vendre à l'une des dames qui l'admirent, tirée au hasard comme à la loterie (Let the merry cymbals sound) et d'offrir les bénéfices à une œuvre de charité. Les Dragoons interviennent et, dirigés par le duc, tentent de raisonner les dames (Your maiden hearts, ah, do not steel), mais elles sont bien trop occupées à réclamer des billets de tombola pour les écouter (Come walk up). Au moment où Bunthorne tend le sac à la peu jolie Jane, prêt au pire, Patience l'interrompt et propose de se sacrifier de manière désintéressée en aimant le poète (True Love must single-hearted be). Bunthorne, ravi, accepte aussitôt, et ses admiratrices retournent auprès des Dragoons auxquels elles sont fiancées (I hear the soft note of the echoing voice). Tout semble résolu jusqu'à ce que Grosvenor entre et que les dames, le trouvant poétique, esthétique et bien plus attirant que Bunthorne, décident d'en devenir les admiratrices (Oh, list while we a love confess), au grand désarroi des Dragons, de Patience, de Bunthorne et surtout de Grosvenor lui-même.

### Acte II
Dame Jane, au violoncelle, déplore le passage des années et exprime l'espoir que Bunthorne la « sécurisera » avant qu'il ne soit trop tard (Silvered is the raven hair). Pendant ce temps, Grosvenor divertit les dames avec lassitude (A magnet hung in a hardware shop) et demande qu'on lui donne un demi-congé, loin de leurs attentions écœurantes. Bunthorne est furieux quand Patience avoue son affection pour Grosvenor. Patience déplore l'amère leçon qu'elle a apprise sur l'amour (Love is a plaintive song). Bunthorne aspire à retrouver l'amour de ses anciennes admiratrices, et Jane propose son aide (So go to him, and say to him). Les Officiers des Dragoon tentent de gagner l'amour de leurs partenaires en semblant se convertir aux principes de l'esthétisme (It's clear that mediaeval art). Angela et Saphir sont impressionnées et acceptent Calverly et Murgatroyd en mariage. Dunstable quant à lui tire gracieusement sa révérence (If Saphir I choose to marry).

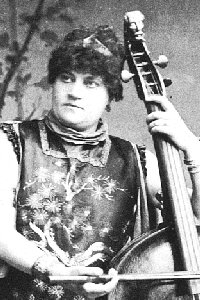
Alice Barnett en Dame Jane.

Bunthorne menace Grosvenor d'une terrible malédiction s'il ne s'engage pas à devenir parfaitement banal. Intimidé, et également content de l'excuse pour échapper à la célébrité causée par sa « beauté fatale », Grosvenor accepte (When I go out of door). Ce complot se retourne contre lui lorsque Grosvenor réapparaît comme un homme ordinaire, et que les dames continuent de l'admirer et deviennent à leur tour des « jeunes filles banales ». Patience se rend compte que, puisque Grosvenor a perdu sa perfection, il n'est plus égoïste pour elle de l'épouser, ce qu'elle décide de faire sans plus tarder. Les dames lui emboîtent le pas et retournent chez leurs anciens fiancés. Dans un esprit d'équité, Dunstable choisit d'épouser la « quelconque » Lady Jane justement à cause de son manque d'attrait. Bunthorne se retrouve avec « l'amour végétal » qu'il avait prétendu désirer. Ainsi, « Personne [n'est] l'épouse de Bunthorne ».

## Numéros musicaux
- Ouverture (Turn, oh turn, in this direction, So go to him and say to him, et Oh list while we a love confess). L'ouverture est composée par Eugen d'Albert, alors élève de Sullivan, d'après l'ébauche de Sullivan[22],[23].

### Acte I
- 1. Twenty love-sick maidens we (Angela, Ella et Choeur des Jeunes Filles)
- 2. Still brooding on their mad infatuation (Patience, Saphir, Angela, et Choeur)
- 2a. I cannot tell what this love may be (Patience et Choeur)
- 2b. Twenty love-sick maidens we (Choeur des Jeunes Filles – Sortie)
- 3. The soldiers of our Queen (Choeur des Officiers)
- 3a. If you want a receipt for that popular mystery (Colonel et Choeur)1
- 4. In a doleful train two and two we walk (Angela, Ella, Saphir, Bunthorne, et Choeur des Jeunes Filles et des Officiers)
- 4a. Twenty love-sick maidens we (Choeur des Jeunes Filles – Sortie)
- 5. When I first put this uniform on (Colonel et Choeur des Officiers)
- 6. Am I alone and unobserved? (Bunthorne)
- 7. Long years ago, fourteen maybe (Patience et Angela)
- 8. Prithee, pretty maiden (Patience et Grosvenor)
- 8a. Though to marry you would very selfish be (Patience et Grosvenor)
- 9. Let the merry cymbals sound (Ensemble)

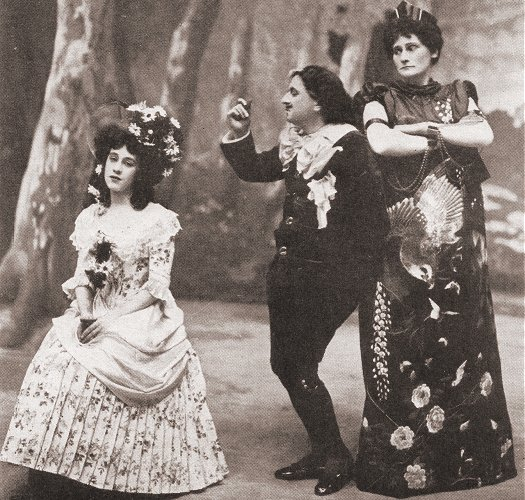
Patience (Dow) Bunthorne (Workman) et Jane (René), 1907.

1 Ce numéro est à l'origine suivi d'une chanson du duc Though men of rank may useless seem. L'orchestration est conservée dans la partition autographe de Sullivan, mais sans ligne de chant. Une réécriture de David Russell Hulme est incluse sur le nouvel enregistrement de la D'Oyly Carte Opera Company en 1994.

### Acte II
- 10. On such eyes as maidens cherish (Choeur des Jeunes Filles)
- 11. Sad is that woman's lot (Jane)
- 12. Turn, oh turn, in this direction (Choeur des Jeunes Filles)
- 13. A magnet hung in a hardware shop (Grosvenor et Choeur des Jeunes Filles)
- 14. Love is a plaintive song (Patience)
- 15. So go to him, and say to him (Jane et Bunthorne)
- 16. It's clear that mediaeval art (Duc, Major, et Colonel)
- 17. If Saphir I choose to marry (Angela, Saphir, Duc, Major, et Colonel)
- 18. When I go out of door (Bunthorne et Grosvenor)
- 19. I'm a Waterloo House young man (Grosvenor et Choeur des Jeunes Filles)
- 20. After much debate internal (Ensemble)

Les chants et dialogues de Patience contiennent de nombreuses références à l'actualité, à des personnes et des événements de l'année 1881. En particulier, la chanson du colonel (Acte I, 3a) qui est presque entièrement composée de références.

## Historique de la production

### Première reprise londonienne

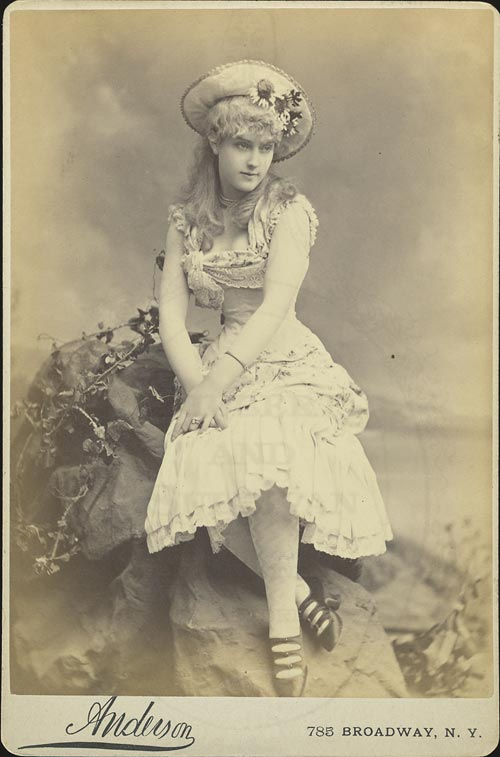
Lillian Russell en Patience au Bijou Opera House de New York, 1882.

La production originale de Patience à Londres, partagée en deux théâtres, est la deuxième plus longue production de la collaboration de Gilbert et Sullivan, à l'exception de The Mikado. Les décors originaux sont conçus par John O'Connor. Elle est mise en scène pour la seconde fois à Londres en 1900, la dernière relance du vivant des trois collaborateurs (Gilbert, Sullivan et D'Oyly Carte). À cette époque, Gilbert se demande si le sujet esthétique sera encore apprécié, des années après la fin de cette mode. Gilbert écrit à Sullivan après la première de cette relance (à laquelle le compositeur, trop malade, n'assiste pas) : « Le vieil opéra s'est réveillé magnifiquement ».

### D'Oyly Carte Opera Company
Dans les provinces britanniques, Patience est jouée - soit seule, soit au sein du répertoire de la troupe - en continu de l'été 1881 à 1885, puis à nouveau en 1888. Elle rejoint le répertoire de tournée de la troupe en 1892 et est interprétée chaque saison jusqu'en 1955–56. De nouveaux costumes sont conçus en 1907 par Percy Anderson, en 1918 par Hugo Rumbold et en 1928 par George Sheringham, qui conçoit également un nouvel décor cette année-là. L'opéra retrouve sa place habituelle dans le répertoire, à l'exception d'une interruption en 1962–63. Plus tard, la troupe réduit le nombre d'opéras de son répertoire pour réduire les coûts. Les dernières représentations de Patience par la D'Oyly Carte Opera Company ont lieu en avril 1979, date à laquelle elle est retirée du répertoire de la troupe pour ses trois dernières saisons.
En Amérique, Richard D'Oyly Carte monte une production au Standard Theatre en septembre 1881, six mois après la première à Londres. L'une des productions américaines de Patience a pour vedette la jeune Lillian Russell. En Australie, la première représentation autorisée de l'opéra a lieu le 26 novembre 1881 au Theatre Royal de Sydney, produite par J. C. Williamson.

### English National Opera
Patience est entrée dans le répertoire de l'Opéra national anglais en 1969, dans une production acclamée avec Derek Hammond-Stroud dans le rôle de Bunthorne. La production est ensuite montée en Australie et filmée. En 1984, l'Opéra National anglais, en tournée avec Patience, joue au Metropolitan Opera House, à New York.
Le tableau suivant présente l'historique des productions D'Oyly Carte du vivant de Gilbert :
| Théâtre                    | Première          | Dernière         | Représentations | Détails |
| -------------------------- | ----------------- | ---------------- | --------------- | --- |
| Opera Comique              | 23 avril 1881     | 8 octobre 1881   | 170             | |
| Savoy Theatre              | 10 octobre 1881   | 22 novembre 1882 | 408             | |
| Standard Theatre, New York | 22 septembre 1881 | 23 mars 1882     | 117             | Production américaine autorisée. |
| Savoy Theatre              | 7 novembre 1900   | 20 avril 1901    | 150             | Première relance londonienne. |
| Savoy Theatre              | 4 avril 1907      | 24 août 1907     | 51              | Première saison du répertoire du Savoy : jouée avec trois autres opéras. La date de la dernière indiquée est celle de toute la saison. |

## Historique des distributions
Les tableaux suivants montrent les distributions des principales productions originales et du répertoire de tournée de la D'Oyly Carte Opera Company  jusqu'à la fermeture de la troupe en 1982 :
| Rôle      | Opera Comique 1881 | Standard Theatre 1881, | Savoy Theatre 1900    | Savoy Theatre 1907 |
| --------- | ------------------ | ---------------------- | --------------------- | ------------------ |
| Colonel   | Richard Temple     | William T. Carleton    | Jones Hewson          | Frank Wilson       |
| Major     | Frank Thornton     | Arthur Wilkinson       | W. H. Leon            | Richard Andean     |
| Duc       | Durward Lely       | Llewellyn Cadwaladr    | Robert Evett          | Harold Wilde       |
| Bunthorne | George Grossmith   | J. H. Ryley            | Walter Passmore       | Charles H. Workman |
| Grosvenor | Rutland Barrington | James Barton Key       | Henry Lytton          | John Clulow        |
| Avocat    | George Bowley      | William White          | H. Carlyle Pritchard  | Ronald Greene      |
| Angela    | Jessie Bond        | Alice Burville         | Blanche Gaston-Murray | Jessie Rose        |
| Saphir    | Julia Gwynne       | Rose Chapelle          | Lulu Evans            | Marie Wilson       |
| Ella      | May Fortescue      | Alma Stanley           | Agnes Fraser          | Ruby Gray          |
| Jane      | Alice Barnett      | Augusta Roche          | Rosina Brandram       | Louie René         |
| Patience  | Leonora Braham     | Carrie Burton          | Isabel Jay            | Clara Dow          |

| Rôle      | Tournée de la D'Oyly Carte Opera Company 1915 | Tournée de la D'Oyly Carte Opera Company 1925 | Tournée de la D'Oyly Carte Opera Company 1935 | Tournée de la D'Oyly Carte Opera Company 1945 |
| --------- | --------------------------------------------- | --------------------------------------------- | --------------------------------------------- | --------------------------------------------- |
| Colonel   | Frederick Hobbs                               | Darrell Fancourt                              | Darrell Fancourt                              | Darrell Fancourt                              |
| Major     | Allen Morris                                  | Martyn Green                                  | Frank Steward                                 | C. William Morgan                             |
| Duc       | Dewey Gibson                                  | Charles Goulding                              | John Dean                                     | Herbet Garry                                  |
| Bunthorne | Henry Lytton                                  | Henry Lytton                                  | Martyn Green                                  | Grahame Clifford                              |
| Grosvenor | Leicester Tunks                               | Henry Millidge                                | Leslie Rands                                  | Leslie Rands                                  |
| Avocat    | E. A. Cotton                                  | Alex Sheahan                                  | W. F. Hodgkins                                | Ernest Dale                                   |
| Angela    | Nellie Briercliffe                            | Aileen Davies                                 | Marjorie Eyre                                 | Marjorie Eyre                                 |
| Saphir    | Ella Milne                                    | Beatrice Elburn                               | Elizabeth Nickell-Lean                        | Doreen Binnion                                |
| Ella      | Phyllis Smith                                 | Irene Hill                                    | Margery Abbott                                | Rosalie Dyer                                  |
| Jane      | Bertha Lewis                                  | Bertha Lewis                                  | Dorothy Gill                                  | Ella Halman                                   |
| Patience  | Elsie McDermid                                | Winifred Lawson                               | Doreen Denny                                  | Margery Abbott                                |

| Rôle      | Tournée de la D'Oyly Carte Opera Company 1950 | Tournée de la D'Oyly Carte Opera Company 1957 | Tournée de la D'Oyly Carte Opera Company 1965 | Tournée de la D'Oyly Carte Opera Company 1975 |
| --------- | --------------------------------------------- | --------------------------------------------- | --------------------------------------------- | --------------------------------------------- |
| Colonel   | Darrell Fancourt                              | Donald Adams                                  | Donald Adams                                  | John Ayldon                                   |
| Major     | Peter Pratt                                   | John Reed                                     | Alfred Oldridge                               | James Conroy-Ward                             |
| Duc       | Leonard Osborn                                | Leonard Osborn                                | Philip Potter                                 | Meston Reid                                   |
| Bunthorne | Martyn Green                                  | Peter Pratt                                   | John Reed                                     | John Reed                                     |
| Grosvenor | Alan Styler                                   | Arthur Richards                               | Kenneth Sandford                              | Kenneth Sandford                              |
| Avocat    | Ernest Dale                                   | Wilfred Stelfox                               | Jon Ellison                                   | Jon Ellison                                   |
| Angela    | Joan Gillingham                               | Beryl Dixon                                   | Peggy Ann Jones                               | Judi Merri                                    |
| Saphir    | Joyce Wright                                  | Elizabeth Howarth                             | Pauline Wales                                 | Patricia Leonard                              |
| Ella      | Muriel Harding                                | Jean Hindmarsh                                | Valerie Masterson                             | Rosalind Griffiths                            |
| Jane      | Ella Halman                                   | Ann Drummond-Grant                            | Christene Palmer                              | Lyndsie Holland                               |
| Patience  | Margaret Mitchell                             | Cynthia Morey                                 | Ann Hood                                      | Pamela Field                                  |

## Enregistrements

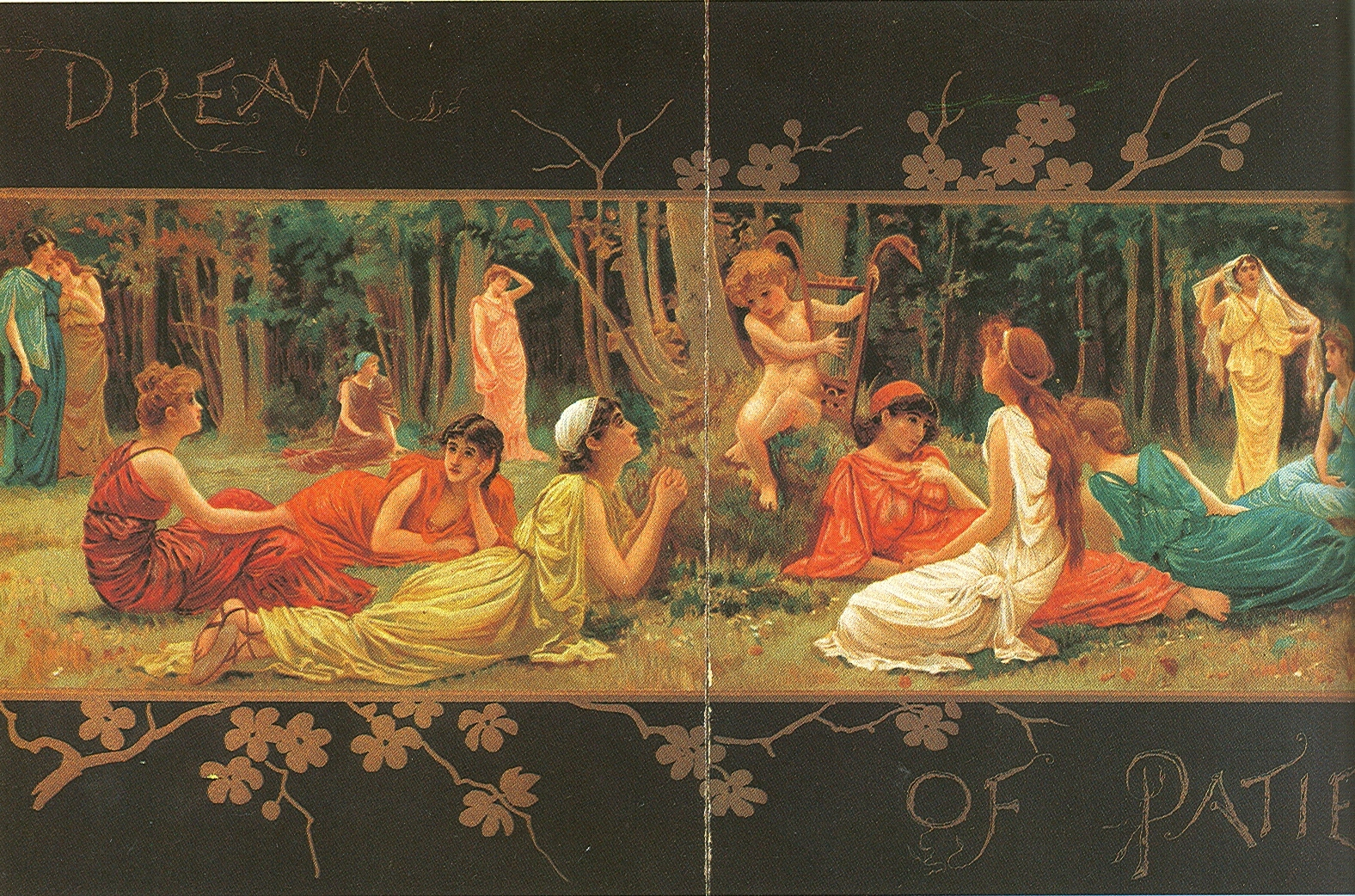
Illustration d'un programme de 1885.

Parmi les enregistrements de l'opéra, celui de 1961 de la D'Oyly Carte Opera Company (avec dialogue complet) est le mieux accueilli. Deux films, celui de Brent Walker (1982) et celui de l'Australian Opera (1995), sont basés sur la production respectée de l'Opéra national anglais des années 1970. Une production D'Oyly Carte est diffusée sur la télévision BBC2 le 27 décembre 1965, mais l'enregistrement serait perdu. Plusieurs productions professionnelles sont enregistrées en vidéo par le International Gilbert and Sullivan Festival depuis 2000.

### Sélection d'enregistrements
- 1930 par la D'Oyly Carte Opera Company - Chef d'orchestre : Malcolm Sargent [35]
- 1951 par la D'Oyly Carte Opera Company - Chef d'orchestre : Isidore Godfrey[36]
- 1961 par la D'Oyly Carte Opera Company (avec dialogue) et le Nouvel Orchestre Symphonique de Londres - Chef d'orchestre : Isidore Godfrey[37]
- 1962 par Sargent et Glyndebourne, Pro Arte Orchestra, Glyndebourne Festival Chorus - Chef d'orchestre : Sir Malcolm Sargent[38]
- 1982 Brent Walker Productions (vidéo), Ambrosian Opera Chorus, Orchestre symphonique de Londres - Chef d'orchestre : Alexander Faris ; Metteur en scène : John Cox[39]
- 1994 par la nouvelle New D'Oyly Carte Opera Company - Chef d'orchestre : John Owen Edwards[40]
- 1995 Australian Opera (vidéo) - Chef d'orchestre : David Stanhope ; Metteur en scène : John Cox[41]

Oscar Brand et Joni Mitchell ont enregistré Prithee Pretty Maiden pour l'émission de musique folklorique canadienne Let's Sing Out, diffusé par CBC Television en 1966.

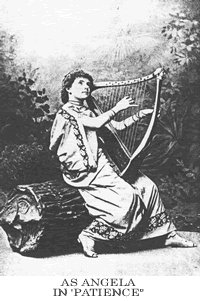
Jessie Bond en Dame Angela, 1881.